# Савинов, Алексей (футболист)
Алексе́й Са́винов (19 апреля 1979, Кишинёв) — молдавский футболист, футбольный тренер.

## Карьера
Начал заниматься футболом в школе кишинёвского «Зимбру» у тренера Вячеслава Ивановича Карандашова. Выступал за различные клубы высших дивизионов Молдовы и Украины, затем четыре сезона провёл в азербайджанском ФК «Баку».
Весной 2013 года вернулся в Молдову и играл за «Костулень», в этом клубе стал играющим тренером в штабе Лилиана Попеску. В марте 2014 года вместе с Попеску перешёл в «Верис», где тоже стал играющим тренером. В октябре 2015 года покинул пост помощника главного тренера футбольного клуба «Шериф». В 2016 году ассистировал Кристиану Ефросу в «Сперанце» (Ниспорены). В августе 2016 года возглавил клуб «Спикул» (Кишкэрень), вывел его в высший дивизион и работал до расформирования клуба в конце 2017 года. Затем работал ассистентом в ряде клубов, а в первой половине 2021 года возглавлял «Кодру» (Лозова). С июня 2022 по август 2023 года тренировал «Петрокуб» и стал серебряным призёром в сезоне 2022/23.
Дебютировал за сборную Молдавии в 2003 году. В общей сложности по состоянию на 2013 год провел за сборную более 35 матчей.

## Достижения
- Обладатель Кубка Молдавии 2006/07 (в составе клуба «Зимбру»)
- Обладатель Кубка Азербайджана 2011/12 (в составе клуба «Баку»)
- Чемпион Азербайджана 2008/09 (в составе клуба «Баку»)